# Château de Montjézieu
 (octobre 2023).
- Si vous ne connaissez pas le sujet, laissez ce bandeau (vous pouvez alors contacter les auteurs).
- Si vous supprimez le contenu mis en cause (vous pouvez préalablement contacter les auteurs),

argumentez précisément cette suppression dans la page de discussion
(un manque de référence n'est pas un argument ; une recherche réelle de référence doit avoir été effectuée, être formellement documentée).
Le château de Montjézieu est un château situé dans l'ancienne commune française de Montjézieu, aujourd'hui rattachée à celle de La Canourgue en Lozère.

## Situation
Le château est situé sur la commune de La Canourgue, en Lozère, l'ancienne province du Gévaudan. L'autoroute française A75 passe non loin du bourg et de son château.
Le village domine la vallée du Lot, et est visible depuis la route nationale 88 qui longe la rivière.

### Travaux
Une autorisation de travaux est délivrée le 17 août 2020 en vue de sa rénovation. Le montant des travaux s'élève à 459 000€. 

## Histoire
Le château est mentionné au XIIe siècle dans un hommage au roi d'Aragon, alors propriétaire du Gévaudan. Au XIIIe siècle, il serait la possession des évêques de Mende[réf. nécessaire]. Lors de l'acte de paréage de 1307, on le retrouve sous le nom de Castrum de Monte Judeo[réf. nécessaire]. Ceci tend à l'hypothèse que Montjézieu serait le lieu de résidence d'une colonie juive en Gévaudan[réf. nécessaire]. Néanmoins cette année 1307 est celle où les juifs furent expulsés du Gévaudan par ordre de l'évêque, le château serait donc devenu possession épiscopale à ce moment-là[réf. nécessaire].
Les États généraux de Languedoc ordonnent sa démolition entre 1653 et 1656[réf. nécessaire]. Nous sommes peu après les guerres de Religion du XVIe siècle entre catholiques et protestants, et ce château ne doit pas pouvoir servir de refuge. Néanmoins, pour une raison inconnue, l'ordre ne sera pas appliqué, contrairement à beaucoup de châteaux dans la région.
Le château est racheté en 1726 par Jean-Georges de Jurquet, seigneur de Salelles[réf. nécessaire]. Il le restaure en grande partie, et l'agrandit légèrement[réf. nécessaire]. 
En 1971, le château est inscrit au patrimoine des monuments historiques.

## Sources et références
1. 1 2  Notice no PA00103804, sur la plateforme ouverte du patrimoine, base Mérimée, ministère français de la Culture
2. ↑  « CHATEAU DE MONTJEZIEU A LA CANOURGUE », sur www.fondation-patrimoine.org (consulté le 30 octobre 2023)
3. ↑  « Un jour un Monument : Les mystères du Château de Montjèzieu à La Canourgue », sur carte-du-patrimoine.gregoryalary.dev, 28 avril 2024 (consulté le 29 avril 2024)